# Sims (Illinois)
Sims – wieś w Stanach Zjednoczonych, w stanie Illinois, w hrabstwie Wayne.